# Aeroportul Moses Point
Aeroportul Moses Point (IATA: MOS, FAA LID: MOS) este un aeroport din Alaska, Statele Unite ale Americii ce deservește zona Elim⁠(d).
Situat la o altitudine de 4 m, aeroportul dispune de 1 pistă.

## Infrastructură

### Piste
Aeroportul dispune de o singură pistă. Pista 06/24 are suprafața de pietriș și dimensiunile 3.000 picioare × 60 picioare. 